# 安城市立新田小学校
安城市立新田小学校（あんじょうしりつ しんでんしょうがっこう）は、愛知県安城市新田町にある公立小学校。

## 概要
- 新明町、弁天町、池浦町（池上、池田上、池東、大山田上の一部、曲尺手、小山西の一部）、新田町（池田上、稲恵、追田、郷西、郷東、小山の一部、小山西の一部、新栄、新定、新定山、縦町、出郷、弁天、宮町、吉池）、東新町の一部が校区であり、公立中学校に進学する場合は安城市立安城北中学校に進学する[1]。

## 沿革
- 1982年（昭和57年）
  - 4月 - 安城市立安城中部小学校から分離し、安城市立新田小学校として開校。
  - 7月 - プールが完成する。

## 交通アクセス
- 名鉄西尾線北安城駅下車、徒歩約10分。
- JR東海東海道本線安城駅下車、徒歩約15分。
- あんくるバス西部線、作野線「作野小学校北」バス停より徒歩約3分。

## 周辺施設
- 愛知県立安城東高等学校
- 愛知県立安城農林高等学校
- 安城市立安城北中学校
- 安城市立安城中部小学校
- 新田保育園
- 安城市総合運動公園
- 安城市中部福祉センター
- 名鉄西尾線北安城駅
- 東海道本線安城駅